# Anna Bornemisza
Anna Bornemisza (n. 1636 – d. 5 august 1688, Ibașfalău, România) a fost o nobilă din Principatul Transilvaniei de origine maghiară. A fost soția principelui Mihai Apafi I și mama lui Mihai Apafi al II-lea. În timpul domniei soțului său aceasta a jucat un rol major în conducerea principatului.
În 1852 a devenit eroina romanului „Epoca de aur a Ardealului” scris de Jokai Mor.